# Mâța Vinerii
Mâța Vinerii este un roman al scriitoarei române Doina Ruști, publicat la editura Polirom în 2017, reeditat în 2018, 2024. Romanul a fost tradus în engleză, cu titlul The Book of Perilous Dishes, Neem Tree Press, London, 2022 (trans James Ch. Brown), în spaniolă (La Gata del viernes, trad. Enrique Nogueras, Esdrújula Ediciones, Granada, 2019), în maghiară (Ártó receptek könyve, trans. Szenkovics Enikő , Orpheus Publishing , Budapest, 2018), în germană (Freitagskatze, trad Roland Erb, Klak, Berlin, 2018.